# Eidmanacris alboannulata
Eidmanacris alboannulata är en insektsart som först beskrevs av Piza Jr. 1960.  Eidmanacris alboannulata ingår i släktet Eidmanacris och familjen syrsor. Inga underarter finns listade i Catalogue of Life.